# Canale Brentella

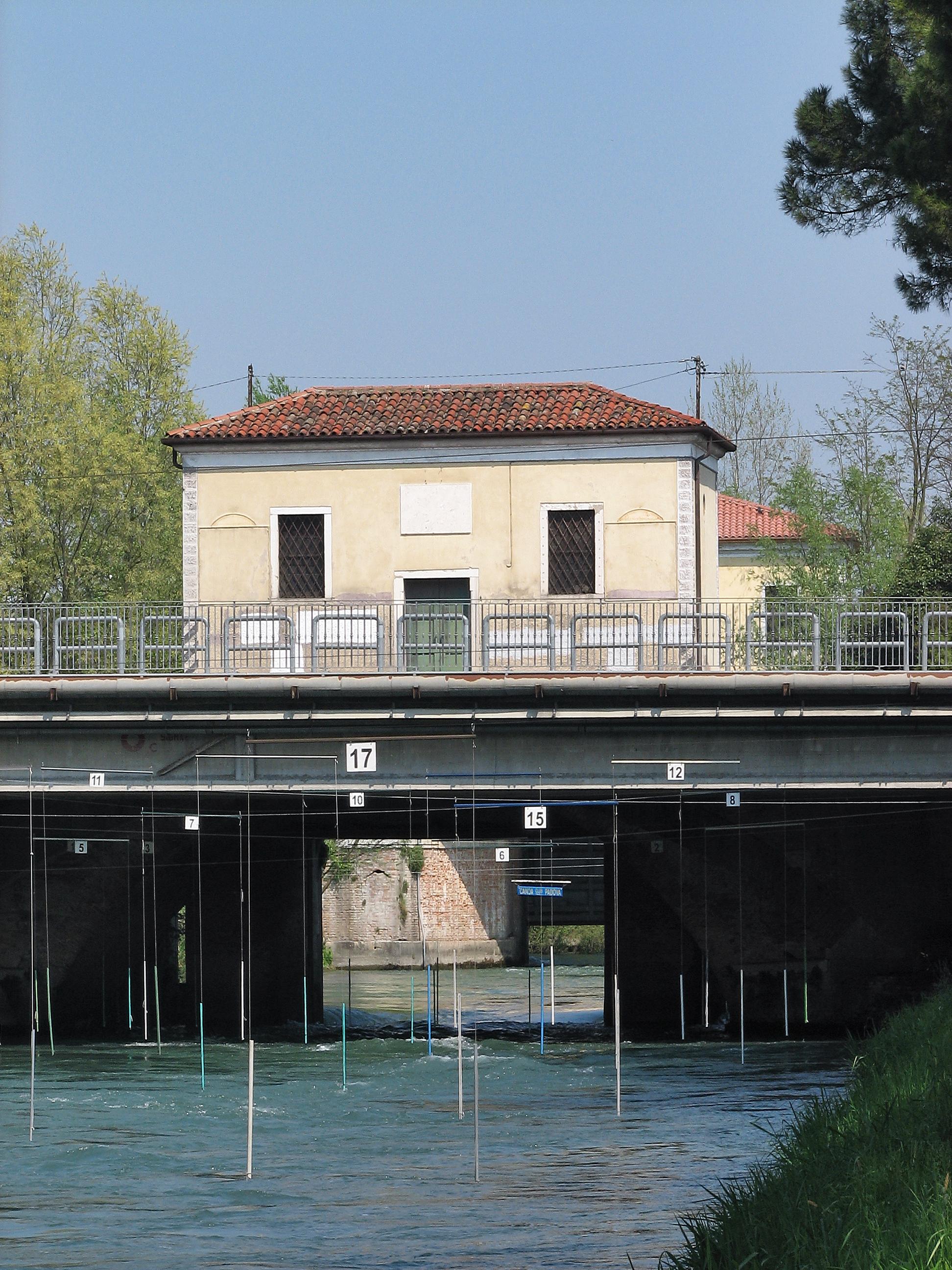
Il secondo Colmellone sopra il quale è gettato il ponte della SS 47.

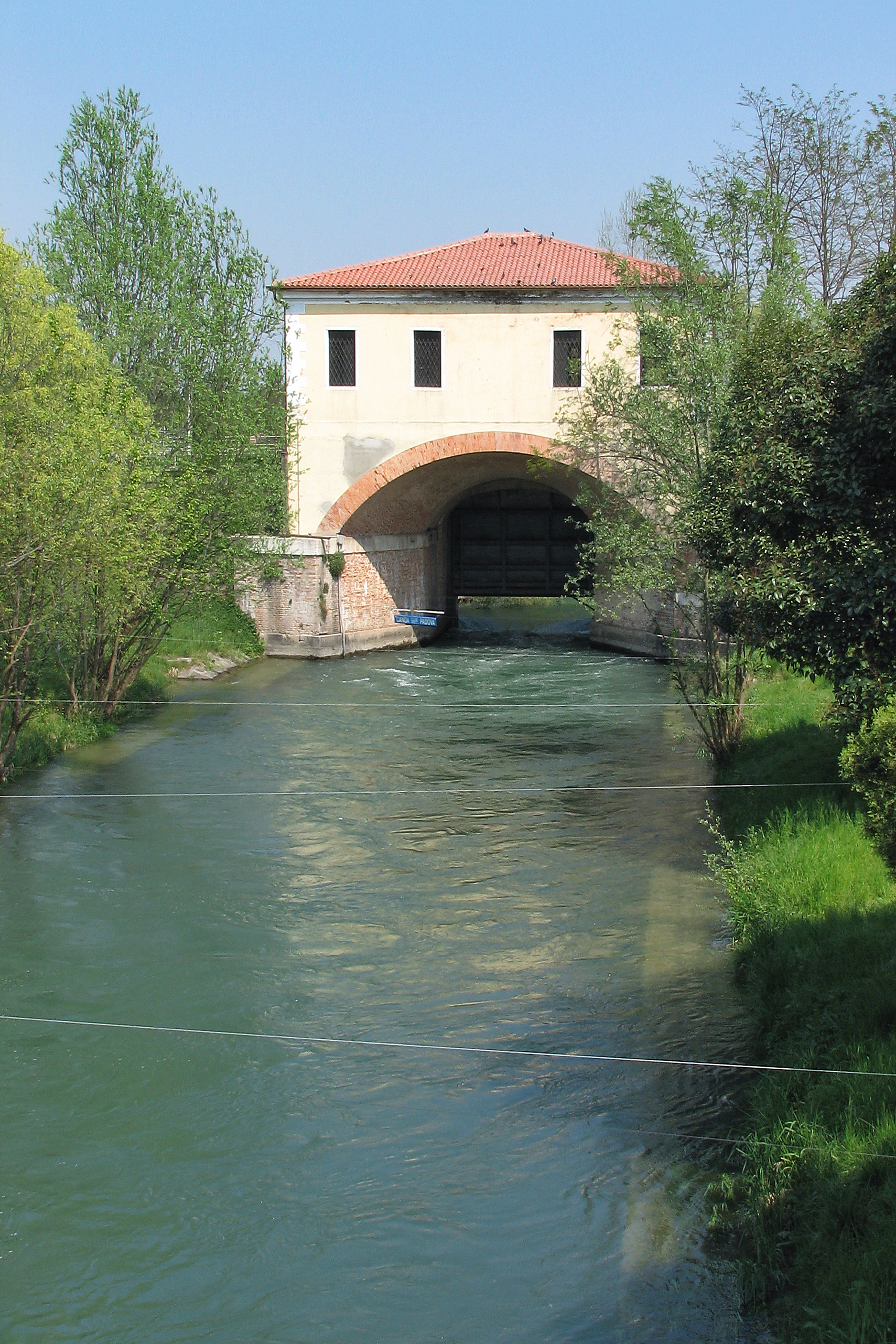
Il primo dei Colmelloni di Limena.

Il canale Brentella è un canale artificiale della provincia di Padova che collega il fiume Brenta con il fiume Bacchiglione. Nasce nella cittadina di Limena per poi arrivare nei comuni di Villafranca Padovana, di Rubano e poi di Padova. Profondità: dai 3 ai 4 m.

## Storia
Nel corso del XII secolo Vicenza chiese alla città di Padova un permesso per transitare lungo il Bacchiglione per poter stabilire una rotta commerciale con il mare, essenziale per il rifornimento di generi di prima necessità. Il permesso venne elargito intorno all'anno 1115 per essere successivamente revocato al pari del permesso di transito per via terrestre. Per ritorsione, i Vicentini nel 1145 deviarono le acque del Bacchiglione nel canale Bisatto con uno sbarramento lungo il corso del fiume presso Longare lasciando quindi Padova all'asciutto. Tale privazione era assolutamente deleteria per la città, essendo l'acqua essenziale per l'azionamento dei mulini, per il rifornimento dell'acqua potabile e per la difesa. Per ritornare in possesso di questo prezioso bene, Padova dovette giocoforza occupare a forza Longare e ripristinare la situazione idrografica naturale, primo passo di una guerra con Vicenza che durò due anni con obiettivo la conquista di Bassano, Marostica e Montegalda.
Nel 1147 i vescovi veneti e il patriarca di Venezia intervennero nel conflitto portando le due città rivali alla pace (pace di Fontaniva). Nonostante ciò, per scongiurare altre ritorsioni dei Vicentini ed assicurarsi in maniera definitiva la presenza dell'acqua in città, i cittadini padovani intrapresero la costruzione del canale Piovesella da Noventa Padovana al capoluogo, primo tronco del futuro canale Piovego, portando le acque del Brenta fin sotto le mura.
Nel 1188 Padova tornò a scontrarsi con Vicenza per tentare nuovamente di conquistare Montegalda con conseguente reazione dei Vicentini che deviarono per la seconda volta le acque del Bacchiglione nel Bisatto. Molto probabilmente l'apporto idrico del Piovesella non era sufficiente ai fabbisogni della città, pertanto i Padovani dovettero per la seconda volta fare una sortita su Longare per eliminare la deviazione. Tali scaramucce si ripeterono fino a quando i padovani riuscirono a prendere il controllo su Vicenza. L'imperatore Enrico VII di Lussemburgo, ansioso di restaurare il potere imperiale in Italia scemato dopo la morte di Federico II di Svevia nel 1250, iniziò nel 1310 una campagna militare contro le città che si rifiutavano di assoggettarsi. La guelfa Padova non si sottomise ma riuscì ad evitare lo scontro; Enrico VII comunque la punì favorendo l'occupazione di Vicenza da parte del ghibellino Cangrande della Scala, signore di Verona. Questi fece nuovamente deviare le acque del Bacchiglione per indebolire Padova, che preferì non prendere provvedimenti per evitare lo scontro con Enrico VII, eletto in quel periodo Sacro Romano Imperatore a Roma.
Grazie alla diplomazia padovana guidata da Albertino Mussato, la situazione fu ricomposta ma la successiva nomina di Cangrande a vicario imperiale di Vicenza e le mire che questi aveva su Padova fecero precipitare gli avvenimenti; nel 1312 il Consiglio cittadino padovano dichiarò guerra a Verona. Le stragi e le devastazioni che ne seguirono conobbero una tregua nel 1313 con la morte di Enrico VII, che era stato impegnato in un conflitto analogo in Toscana. Il conflitto riprese e, dopo l'ennesima deviazione del Bacchiglione, nel 1314 i padovani costruirono il Brentella, con il quale la questione fu risolta definitivamente.

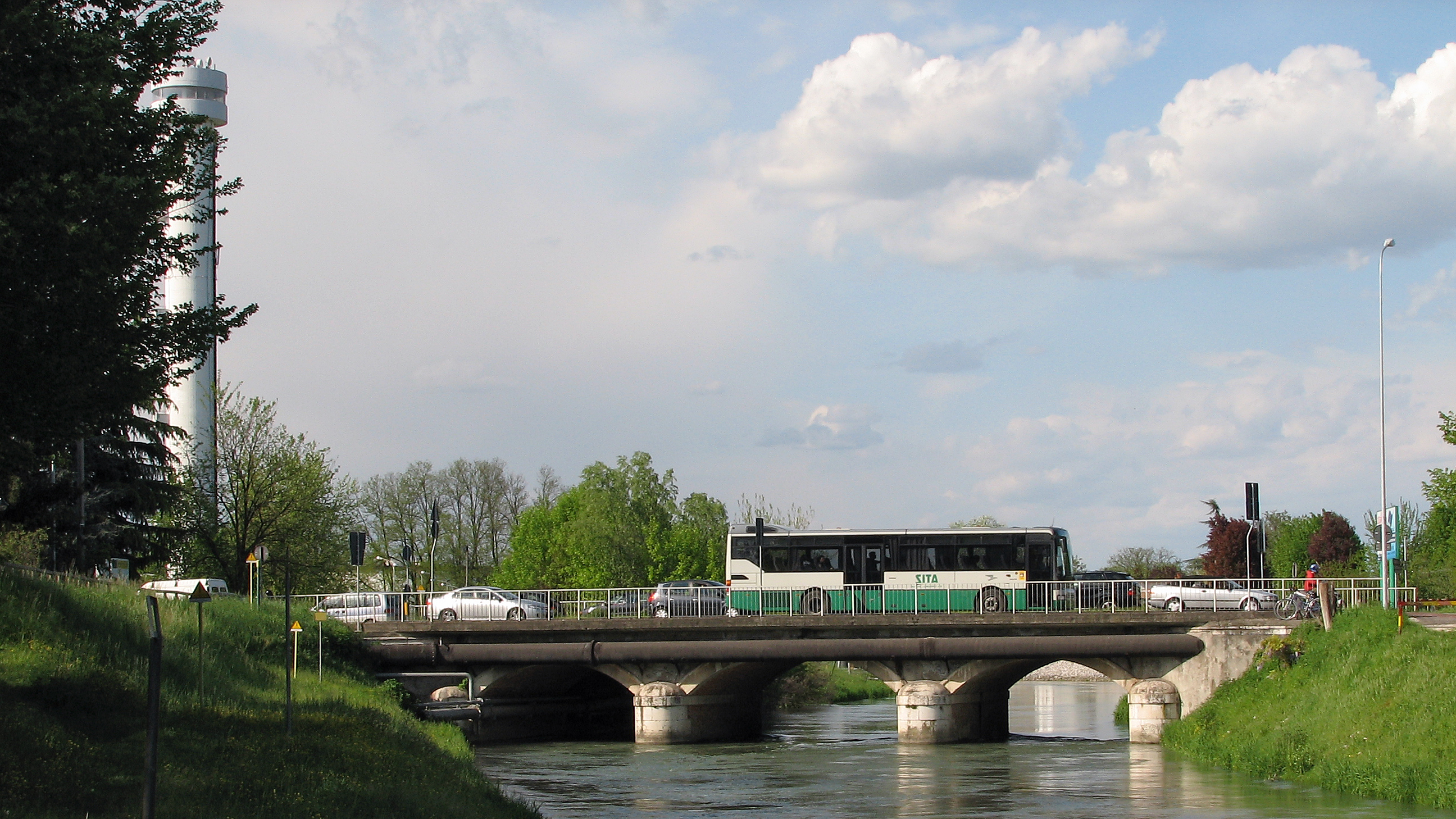
Il canale Brentella al ponte di Brentelle di Sopra.

La costruzione del canale fu un'opera molto imponente; molto probabilmente però non si trattò di una realizzazione interamente ex novo, è facile invece che in alcuni punti si sia riutilizzato, ampliando, un alveo già esistente. Ad opera completata però ci si rese conto che, in caso di piene del Brenta, questo fiume scaricava troppa acqua nel Brentella con conseguenti allagamenti nella zona del Bassanello. Per regolare l'afflusso della corrente nel nuovo canale, Francesco il Vecchio da Carrara ordinò nel 1370 la costruzione a Limena dei Colmelloni, ovvero uno sbarramento mobile antesignano dei moderni sostegni. A protezione di tale manufatto fu eretto sulla riva destra un castello; castello e Colmelloni vennero però distrutti dall'imperatore Massimiliano nel 1509 durante la guerra della Lega di Cambrai.
Nei secoli successivi l'assenza di qualsiasi regolazione comportava numerosi disagi nella parte bassa di Padova con frequenti straripamenti; si dovette aspettare fino al 1775 quando la Repubblica di Venezia pose mano alla ricostruzione dei Colmelloni. Il nuovo sostegno, ancora esistente, è costituito da due fabbricati posti a ponte sopra al canale; sono provvisti di panconi mobili che, nel caso, possono scendere scorrendo nei gargami per bloccare, parzialmente o totalmente, il flusso d'acqua regolando di conseguenza la portata nel Brentella. Infine si realizzò una briglia fissa, anch'essa sopravvissuta alle varie vicende storiche, lungo il corso del Brenta qualche centinaio di metri a valle dell'incile del Brentella. Questa briglia fu dotata anche di una conca per la navigazione, abbandonata nel XIX secolo e demolita all'incirca nel 1880.

## Navigazione

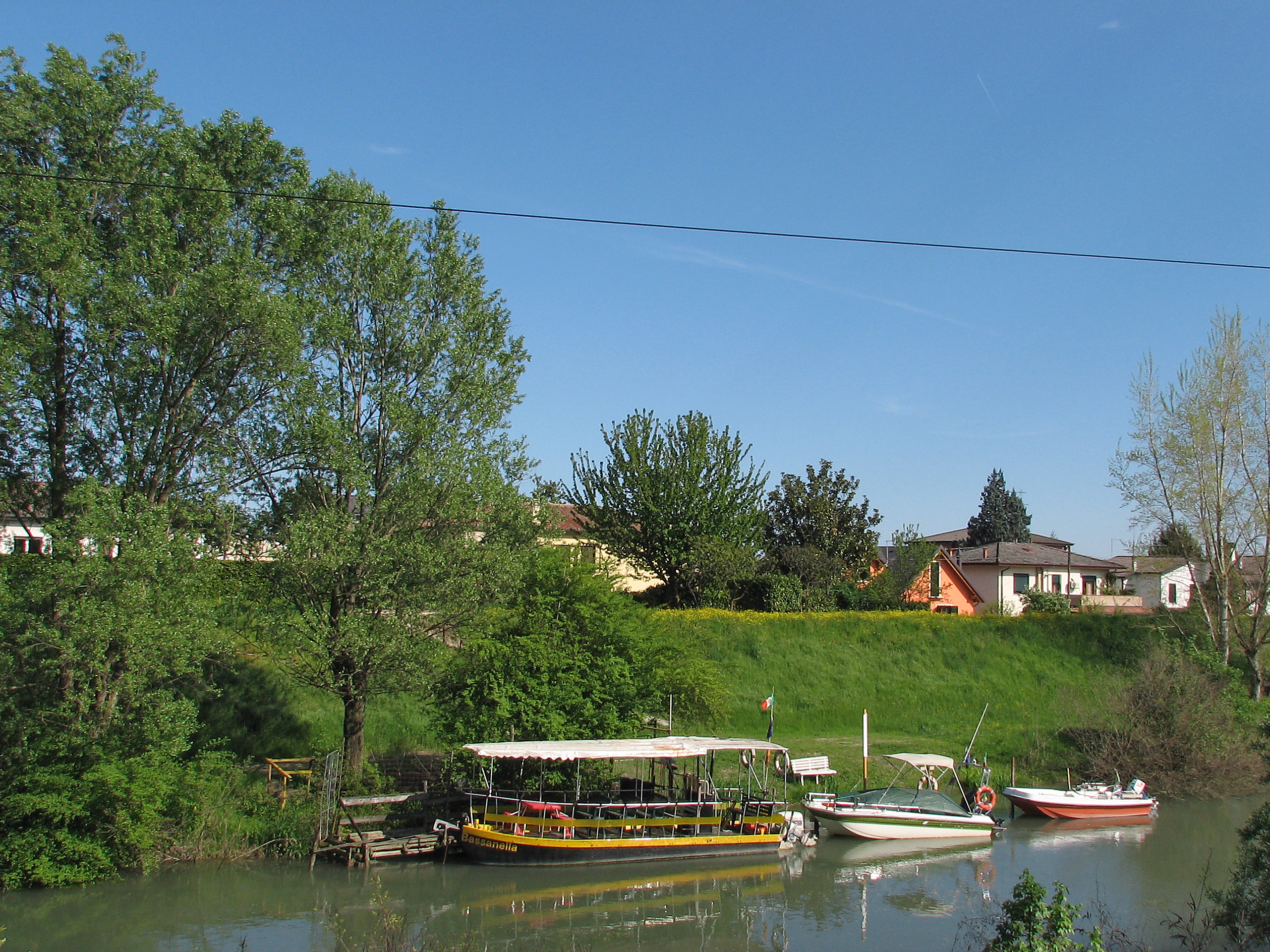
La Bassanella ed altre due imbarcazioni ormeggiate lungo la riva sinistra.

Nonostante il Brentella fosse stato creato con lo scopo principale di regolare il corso delle acque a Padova e immediati dintorni, il canale si prestò bene alla navigazione. Verso la metà del XIX secolo, il periodo d'oro per questa modalità di trasporto in Italia, vi transitavano circa 780 imbarcazioni in senso discendente ed altrettante in direzione opposta trasportando circa 47 000 tonnellate di merce. Per la manutenzione delle barche, in prevalenza burci, nel 1836 sorse a Limena uno squero retto dalla famiglia Nicoletti, trasferitasi lì dopo la chiusura del loro squero alla Specola. Il cantiere rimase in attività per quasi un secolo, chiudendo nel 1914; l'edificio è stato però fortunatamente preservato ed è ancora esistente.
Fino agli inizi del XX secolo Brenta e Brentella erano interessati da un intenso traffico di legname. I tronchi tagliati nei boschi dell'Altopiano di Asiago e del Cadore venivano gettati nel Brenta, legati tra loro a formare grandi zattere e lasciati quindi fluitare guidati da un timoniere. Giunto a Limena, il legname proseguiva per il Brentella e quindi per il Bacchiglione fino al Bassanello dove veniva scaricato a terra oppure continuava per il canale Battaglia fino all'omonima località. La cessazione di tale attività avvenne nel 1916.
Altre merci trasportate quotidianamente sul Brentella erano la sabbia e la ghiaia del Brenta che, caricate a Campo San Martino, da Limena discendevano per il Brentella e quindi proseguivano per Padova, principale destinazione. Da qui eventualmente i burci continuavano per Monselice lungo i canali Battaglia e il Bisatto, per Bovolenta via canale Battaglia e canale Vigenzone, oppure per Venezia lungo i navigli padovani, il Piovego e quindi il Naviglio del Brenta.
Altro traffico, in direzione contraria, era costituito dal legname già tagliato per costruzioni che risaliva il Brentella dal Bacchiglione per essere scaricato nei pressi del ponte di Brentelle di Sotto dove sorgeva una falegnameria.
Dalla seconda metà del XIX secolo la navigazione lungo i canali italiani cominciò progressivamente ad accusare i colpi della concorrenza delle ferrovie; neanche il Brentella fu esente da tale fenomeno. A Limena venne però sperimentato un curioso connubio di trasporto ferroviario e fluviale: dal 1911 il paese era attraversato dalla ferrovia Padova - Piazzola (FPP). Nel 1919 la stazione e la banchina furono raccordati da una breve ferrovia Decauville. I treni FPP, caricati di ghiaia raccolta nella cava di Carturo e diretti a Padova, giunti a Limena lasciavano alcuni carri in stazione; qui il materiale veniva trasbordato sui carrellini della decauville che erano quindi spinti a mano fino alla banchina da dove la ghiaia veniva trasbordata sulle imbarcazioni dirette a Monselice. Questo traffico continuò fino al 1934.
Il tracollo definitivo della navigazione avvenne negli anni cinquanta del XX secolo con la diffusione incontrollabile del trasporto merci su strada; il canale è navigabile da Limena in giù ed è di tanto in tanto solcato da imbarcazioni turistiche.

## Percorso

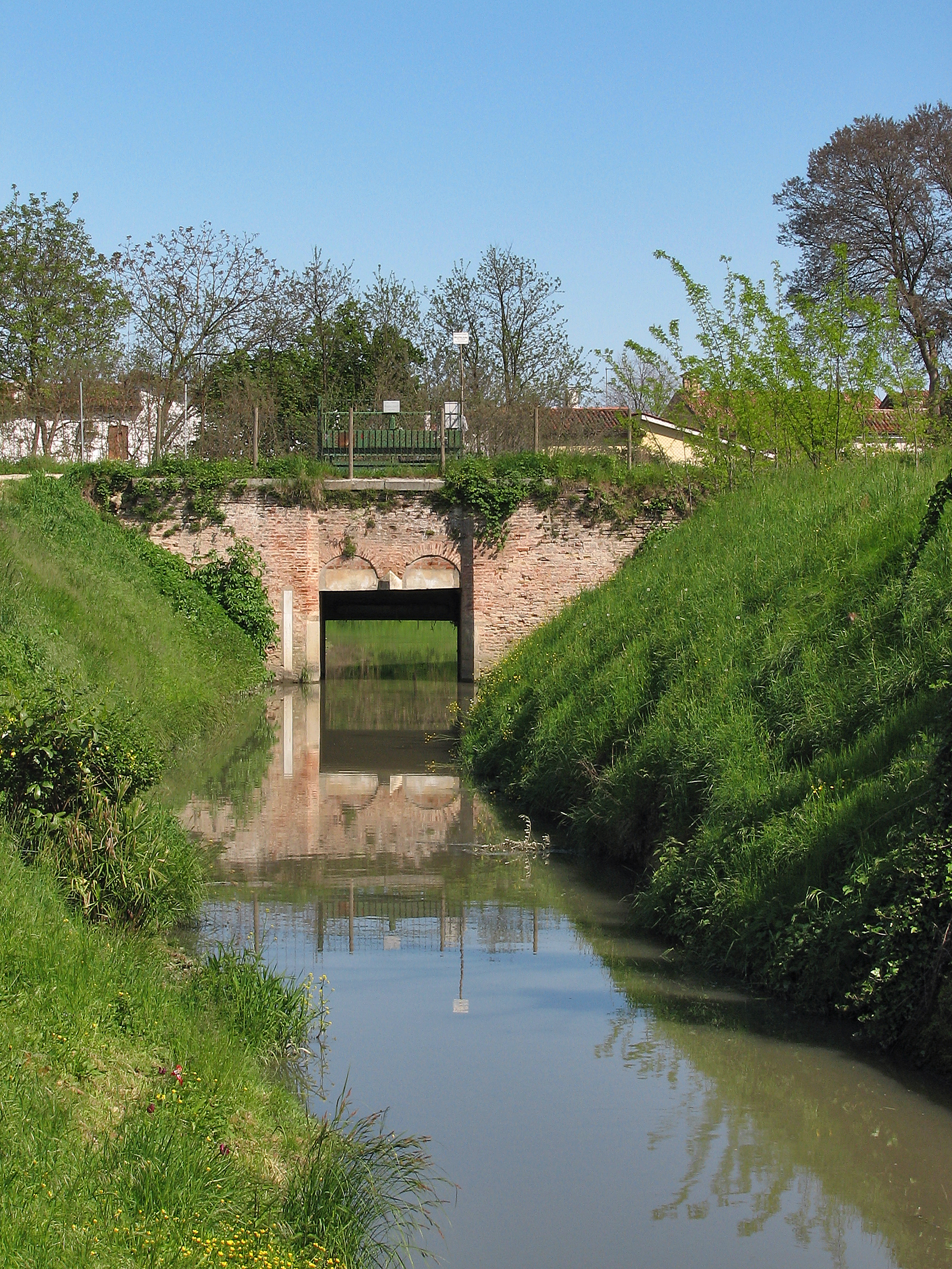
La chiavica Storta attraverso la quale l'omonima fossa si immette nel canale Brentella.

Il canale Brentella ha percorso quasi rettilineo con andamento nord-sud. Sono presenti in più punti alcune anse; notevoli quelle tra il ponte della ferrovia Milano – Venezia e Brentelle di Sopra. Tali anse sembrano confermare la parziale origine naturale di questo corso d'acqua. Lungo tutto il percorso sono presenti sul fianco destro numerose chiaviche che permettono l'immissione nel canale delle acque accumulate nei vari scoli. Alcune di queste chiaviche sono però state chiuse in seguito alla modifica della rete idrografica minore.
L'incile del canale è situato a Limena e, come già menzionato, è contraddistinto dalla presenza dei due Colmelloni, il secondo dei quali sorregge anche il ponte in muratura della Strada statale 47 della Valsugana. Tale ponte fu utilizzato in maniera promiscua anche dalla Ferrovia Padova - Piazzola dal 1911 al 1958; è stato poi allargato con la posa di una campata in cemento armato adiacente al manufatto originario. Appena fuori Limena il Brentella riceve sulla sua destra le acque del rio Porra. Sottopassa quindi la tangenziale di Limena e giunge a Ponterotto, località posta a cavallo tra i comuni di Padova, sulla sinistra, e Villafranca Padovana, sulla destra. In questo punto il canale viene sovrappassato da quattro ponti in rapida successione, il primo dell'autostrada A4, due stradali ed infine da una passerella ciclopedonale. Subito prima di quest'ultimo, da destra confluisce la roggia Munegale Grande.

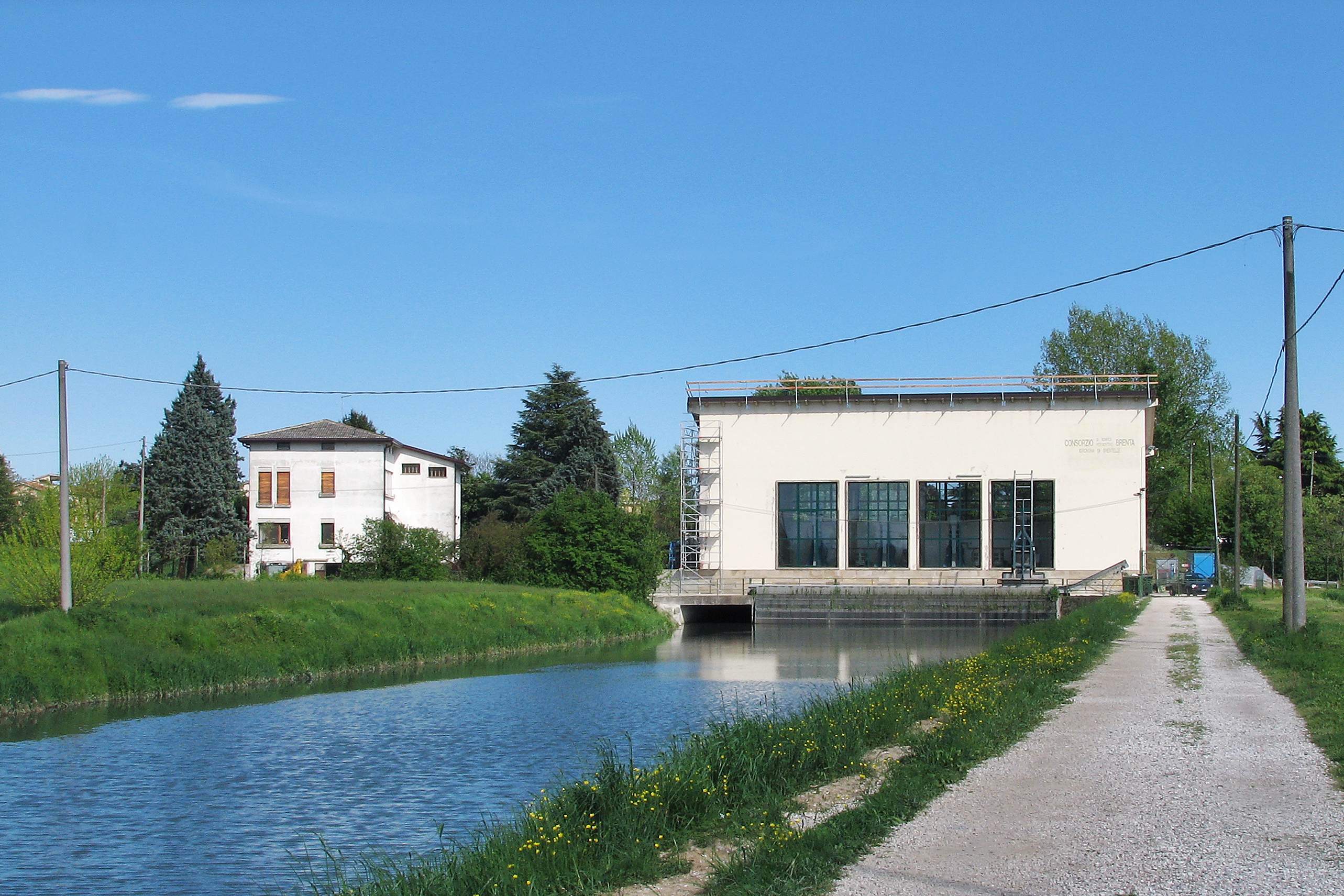
L'Idrovora Brentella.

Il canale entra quindi totalmente in comune di Padova, sottopassa la condotta forzata dell'acquedotto Vicenza - Padova e quindi la ferrovia Milano - Venezia. Dopo questo ponte per un brevissimo tratto il Brentella scorre sul confine tra Padova e Rubano, dopodiché rimane costantemente all'interno del territorio del capoluogo. In località Brentelle di Sopra il canale passa ai piedi del Centro Idrico di Brentelle dell'AcegasAps, punto di arrivo della condotta a pelo libero dell'acquedotto Vicenza - Padova, e sottopassa il ponte della Strada statale 11 Padana Superiore.
Dopo circa un chilometro il Brentella interseca l'antica strada Pelosa di origine romana che collegava Padova con Vicenza, strada rimasta tagliata in due dall'epoca della costruzione del canale. Per ripristinare la continuità della via è stata costruita una utilissima passerella ciclopedonale. Giunti in località Brentelle di Sotto, il canale accoglie da destra le acque dell'idrovora Brentelle gestita dal Consorzio di Bonifica Pedemontano Brenta; si passa quindi sotto al ponte di Brentelle di Sotto e quindi, attraverso una chiavica, si riceve da destra il canaletto Reale che si dirama dal Bacchiglione subito dopo il ponte di Selvazzano Dentro. Infine il Brentella piega decisamente a sudest e giunge alla sua meta finale confluendo nel Bacchiglione.